# Åkarp
Åkarp est une localité de la commune de Burlöv en Suède. Elle est située sur la ligne de chemin de fer Södra stambanan entre Malmö et Lund.
Sa population était de 6 303 habintants en 2019.

## Histoire
La première mention d'Åkarp par écrit remonte à 1120, prononcé alors Acathorp - « Åkes torp ». L'unité urbaine s'est développée au croisement des routes Alnarpsvägen et Byvägen.
Situé en grande partie sur la commune de Burlövs, et en petite partie sur la commune de Tottarp (aujourd'hui Staffanstorp), Åkarp a obtenu une liaison ferroviaire dès 1856 avec la création de la voie ferrée Södra stambanan. Le 21 novembre 1913, la commune principale d'Åkarp est créée.

## Géographie
L'essentiel des bâtiments construits sur la commune sont des villas. Åkarp est situé au nord de la jonction de Kronetorp, et au nord-est d'Arlöv et de Malmö. Du centre de Burlöv au nord d'Arlöv, il n'y a que quelques kilomètres jusqu'à la partie sud d'Åkarp. La partie nord d'Åkarp est quant à elle à quelques kilomètres de Hjärup dans la commune de Staffanstorp. De l'extrémité ouest d'Åkarp, il y a environ un kilomètre jusqu'à Alnarp et Alnarpsparken.

## Éducation
Åkarp compte quatre écoles primaires : Stora Dalslundskolan, Lila Dalslundskolan, Svanetorpskolan et Södervångskolan. L'école Hvilan Education se trouve également à Åkarp, ainsi que le plus ancien lycée folklorique de Suède, le Folkhödskolan Hvilan.

## Sports
La ville a un club de football, l'Åkarp IF, formé en 1919, qui joue en division 4. 
Elle a également un club de tennis, l'Åkarp TK, fondé en 1920 (le court de tennis date lui de 1906), qui compte aujourd'hui 600 membres. Une équipe masculine joue en division 2. En janvier 2013, les clubs de tennis d'Åkarp et de Burlövs ont fusionné et donné un club commun appelé l'Åkarp-Burlövs Tennisklubb.
Il existe également une association de floorball, le Åkarp IBK, fondée en 1996, et compte environ 200 membres, répartis en 3 équipés féminines et 4 équipes masculines, ainsi qu'une équipe féminine en division 3.
Le terrain de golf Vallgårdens GK est situé sur la ville d'Åkarp. L'école Dalslundskolan est également équipée d'un skatepark.
L'Åkarps Gymnastikklubb, un club de gymnastique, a été fondé en 1984, et attire aujourd'hui près de 250 membres.

## Personnalités
Le compositeur Lars-Erik Larsson est né à Åkarp en 1908. Les compositeurs Svea et Waldemar Welander y ont également vécu.
La famille Tönnesson, propriétaire de Bra Böcker AB, réside dans la commune.
L'auteur et bibliothécaire Gull Åkerblom a travaillé pendant 25 ans comme bibliothécaire à Åkarp, et son fils le directeur Lukas Moodysson a grandi a Åkarp. Le comédien de télévision Robin Paulsson a également grandi dans le village.
C'est aussi la ville natale du gardien de but de hockey sur glace Christopher Nihlstorp. Le joueur de football Richard Magyar et le coureur de l'équipe nationale Staffan Ek viennent également d'ici.

Le psychiatre et auteur David Eberhard est né et a grandi a Åkarp.